# Graphics Environment Manager

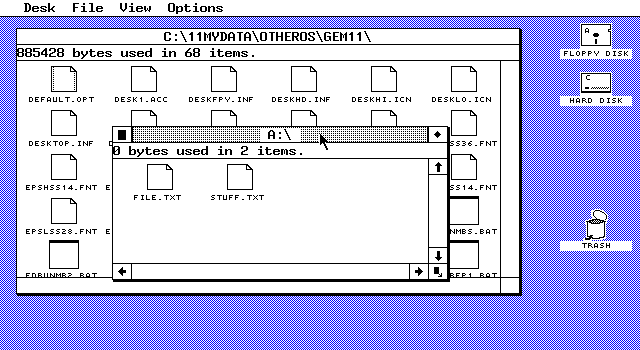
Escritorio del GEM 1.1

GEM (Graphics Environment Manager) fue un sistema de ventanas creado por  Digital Research, Inc. (DRI) para ser usado con el sistema operativo CP/M sobre procesadores Intel 8088 y para el microprocesador Motorola 68000. Versiones posteriores funcionaban también sobre DOS.
GEM es conocido sobre todo por ser el entorno gráfico de usuario (GUI) de la serie de ordenadores Atari ST, y fue también distribuido con una serie de ordenadores compatibles IBM PC creados por Amstrad (PC1512, PC1640 y Sinclair PC200). Fue el núcleo para una pequeña cantidad de programas DOS, de los cuales el más destacado fue Ventura Publisher. También se portó a otros ordenadores que previamente no tenían interfaz gráfica, pero no llegó a ganar popularidad en esos sistemas.

## Historia

### GSX
GEM nació en DRI como una librería gráfica de propósito general, conocida como GSX (Graphics System eXtension), creada por un equipo liderado por  Lee Jay Lorenzen, quien acababa de dejar Xerox PARC (lugar de nacimiento del GUI). GSX era básicamente una implementación específica de DRI del GKS, estándar gráfico propuesto a finales de los 70.

### GEM
GSX evolucionó hasta convertirse en parte de lo que más tarde se conocería como GEM, que fue un esfuerzo para construir un sistema GUI completo usando el GSX como base. La versión para Intel 8086 fue mostrada al público por primera vez en la COMDEX de 1984, y comercializado con el nombre de GEM/1 a partir de febrero de 1985. Como consecuencia, la compañía Apple Computer denunció judicialmente a DRI al considerar que el entorno GEM/1 era una copia del sistema gráfico de los Macintosh (el cual tomaba elementos del Apple Lisa, lanzado en enero de 1983). Esto llevó a DRI a realizar cambios en el entorno. Para los ordenadores Atari, el GEM apareció desde las primeras versiones del TOS (TOS 1.0, noviembre de 1985), a lo que siguió el lanzamiento para los ordenadores compatibles IBM PC del GEM/2, que se distribuyó también acompañando a los ordenadores Amstrad PC1512 y PC1640, lanzados ambos en 1986 y posteriormente fue distribuido con el Sinclair PC 200. La última versión comercial para IBM PC fue el GEM/3.11, lanzado en noviembre de 1988.
El entorno GEM para PC sobrevivió algún tiempo más a través del ViewMAX/1, un entorno derivado del GEM lanzado en mayo de 1990 junto al DR-DOS 5.0 y al ViewMAX/2, lanzado en septiembre de 1991 con el DR-DOS 6.0. Por su parte, el GEM siguió formando parte del sistema operativo TOS de los ordenadores Atari hasta el Atari Falcon de 1992 (TOS 4.0). En 1996 la empresa propietaria de los derechos para entonces, Caldera, distribuyó el código fuente del ViewMAX/3, el proyecto inconcluso que continuaba la línea del producto. Finalmente, publicó bajo licencia GNU General Public License (GPL) el código fuente del GEM en abril de 1999.

### Desarrollo actual
El desarrollo de GEM para PC continua en la forma de OpenGEM y FreeGEM. También se ha portado de nuevo a Atari ST para ser usado como clónico del TOS en el emulador EmuTOS.